# Piérnigas
Piérnigas ist ein nordspanischer Ort und eine Landgemeinde (municipio) mit nur noch 39 Einwohnern (Stand: 2024) in der Provinz Burgos in der Autonomen Gemeinschaft Kastilien-León.

## Lage und Klima
Der Ort Piérnigas liegt im Zentrum der Comarca La Bureba in etwa 730 m Höhe. Die Provinzhauptstadt Burgos befindet sich gut 41 km (Fahrtstrecke) südwestlich; Briviesca, der Hauptort der Region, ist gut 14 km in südöstlicher Richtung entfernt. Das Klima im Winter ist rau, im Sommer dagegen gemäßigt und warm; der für spanische Verhältnisse ausreichende Regen (ca. 690 mm/Jahr) fällt – mit Ausnahme der Sommermonate – übers Jahr verteilt.

## Bevölkerungsentwicklung
| Jahr      | 1857 | 1930 | 1950 | 2000 | 2017 |
| Einwohner | --   | 197  | 215  | 41   | 39   |

Die Mechanisierung der Landwirtschaft und die Stilllegung kleinerer Bauernhöfe haben seit der Mitte des 20. Jahrhunderts zu einem Verlust von Arbeitsplätzen und somit zu einer Abwanderung von Menschen in die größeren Städte geführt (Landflucht).

## Wirtschaft
Die Einwohner der Gemeinde lebten jahrhundertelang im Wesentlichen als Selbstversorger von der Landwirtschaft (Ackerbau, Weinbau und Kleinviehhaltung); erst seit der Mitte des 20. Jahrhunderts wird auch für den überregionalen Markt produziert. Der Tourismus in Form der Vermietung von Ferienwohnungen (casas rurales) spielt seit den 1960er Jahren ebenfalls eine gewisse Rolle für die Einnahmen der Gemeinde.

## Geschichte
Die Landschaft der Bureba war schon den Menschen der Steinzeit und der Antike als viel genutzter Verbindungsweg bekannt; Kelten vom Stamm der Autrigonen siedelten hier und die Römer nannten ihre spätere Ansiedlung beim heutigen Ort Monasterio de Rodilla Tritium Autrigonum. Im 8. und frühen 9. Jahrhundert befand sich die Gegend unter islamischem Einfluss, doch wurde das Gebiet wegen des ungewohnt rauen und regnerischen Klimas von den Berbern weder dauerhaft besiedelt noch verteidigt. Ende des 9. Jahrhunderts erhielt der kastilische Graf Diego Rodríguez Porcelos von König Alfons III. von Asturien den Auftrag zur Wiederbesiedlung (repoblación) des entvölkerten Gebietes. In diese Zeit fällt wohl auch die Gründung des Ortes, dessen erstmalige urkundliche Erwähnung in das Jahr 1011 fällt. In der Folgezeit bestand eine enge Verbindung zur Abtei von Oña. In den 1920er Jahren löste sich die Gemeinde aus der Eingliederung in die heutige Nachbargemeinde Rojas.

## Sehenswürdigkeiten

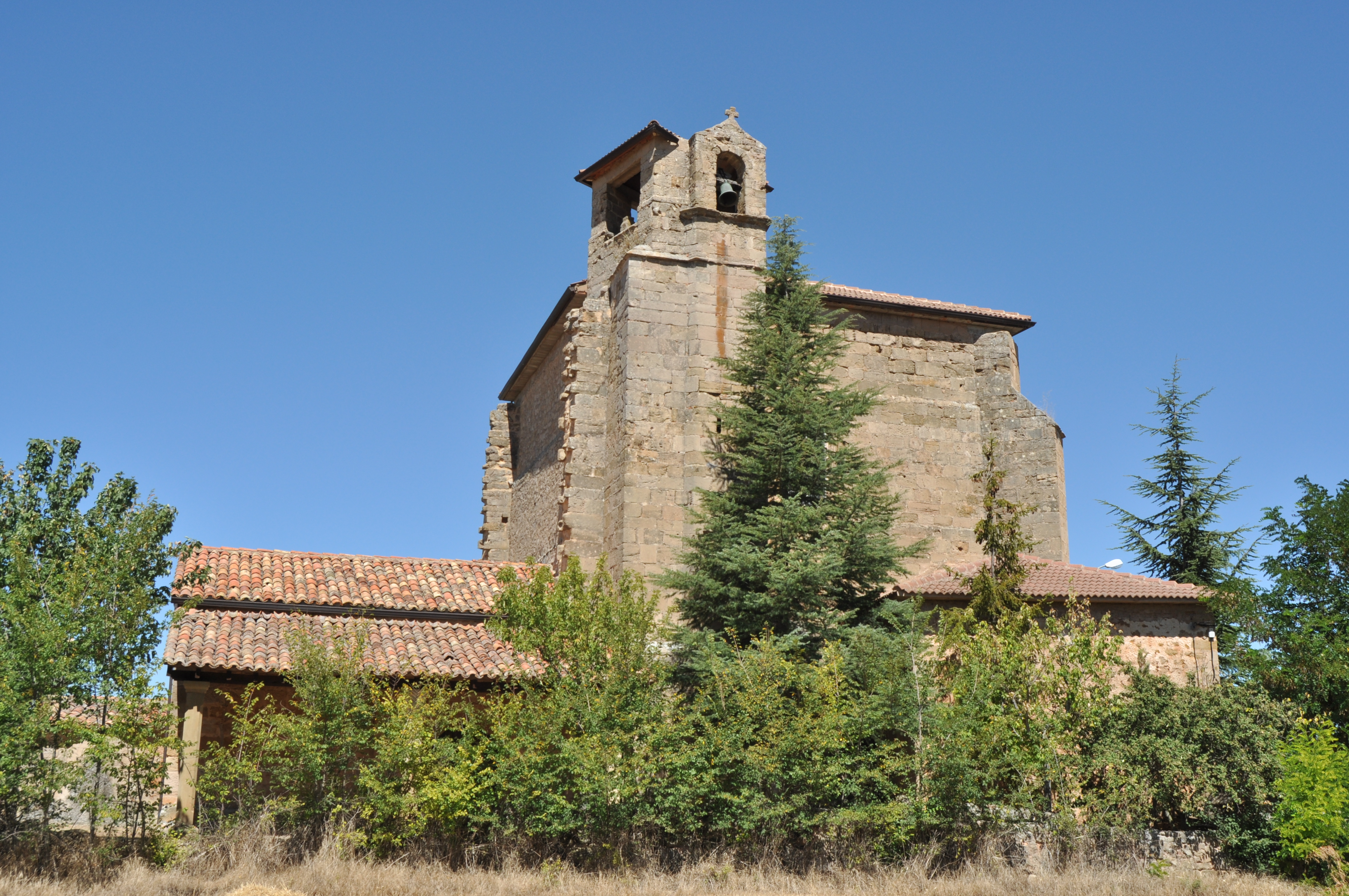
Iglesia de San Cosme y San Damián

- Die einschiffige, aus exakt behauenen Steinen konstruierte Iglesia de San Cosme y San Damián ist den im Mittelalter als Heilkundige verehrten Cosmas und Damian geweiht. Die kleine romanische Kirche sollte im 16. Jahrhundert vergrößert werden, doch beschränkte sich die tatsächlich durchgeführte Baumaßnahme auf den Chorbereich und die Apsis, die mehr als doppelt so hoch ist wie das alte Kirchenschiff.

Umgebung
- Ca. 1 km nordwestlich des Ortes liegt die Ermita de San Martín, ein kleiner, aber exakt gemauerter spätromanischer Bau mit Strebepfeilern aus der Zeit um 1300 und mit einem Glockengiebel (espadaña)  über dem Triumphbogen. Das Archivoltenportal tritt leicht aus der umgebenden Mauerflucht hervor, doch hier wie auch am übrigen Bau findet sich – ungewöhnlich für die romanische Architektur – kein einziges figürliches oder auch nur ornamentales Bildwerk.[5]